# Người yêu dấu (tiểu thuyết)

## Tóm tắt
Vấn đề nô lệ là nguyên nhân trực tiếp dẫn đến cuộc nội chiến Nam – Bắc Mỹ. Chính trong giai đoạn này Baby Suggs, một phụ nữ da đen, bị bán đến Kentucky làm nô lệ. Sau khoảng thời gian dài đau khổ làm lụng cực nhọc, ngược đãi bạo lực và lạm dụng tình dục như những người nô lệ khác, bà đã đến được Sweet Home. Người chủ mới đối xử tử tế, bà được sống chung với Halle- đứa con trai duy nhất còn sống và cuối cùng bà được tự do đổi bằng 5 năm làm việc không công vào ngày chủ nhật. Tung tích 7 đứa con còn khác của bà vẫn bặt vô âm tín.
	Cùng với Sixo, Paul A, Paul D và Paul F, Halle trải qua những ngày làm việc quần quật ngoài đồng dưới thân phận nô lệ, không người thân thuộc, đời sống tinh thần thiếu thốn, không phụ nữ, không niềm vui. Vận may đã mỉm cười khi Halle, được sự đồng ý của bà chủ trang trại và mẹ mình, cưới được Sethe, một cô gái nô lệ da đen khác; và họ đã sống hạnh phúc bên nhau trong những ngày ở Sweet Home.
	Sau khi ông chủ trang trại chết, hoàn cảnh sống và lao động của nô lệ ở nông trại ngày càng trở nên khắc nghiệt. Baby Suggs đã lãnh đạo họ thực hiện một cuộc đào tẩu để tìm tự do. Bà đưa ba đứa cháu đến Ohio, Halle và Sethe đi sau. Không chịu nổi cảnh Sethe bị mấy đứa cháu của ông giáo làng làm nhục nên Halle bỏ đi mất. Sethe với bào thai 6 tháng phải đơn độc lẩn trốn và hạ sinh trên trường trốn chạy nhờ sự giúp đỡ của cô gái da trắng tên Amy. Cuối cùng Sethe và con gái mình (Denver) cũng đến được Ohio, những người còn lại đã không thể trốn thoát.
	Gia đình này định cư ở Blue Stone với những tháng ngày yên bình. Nơi ấy, những buổi chiều thứ bảy Baby Suggs tập trung những người trong làng để kể lại những tháng ngày vất vả, giảng Kinh Thánh và giúp mọi người có thêm niềm tin trong cuộc sống còn nhiều khó khăn.
	Bất ngờ, vào một ngày nọ, tên thần giáo làng cùng cảnh sát và tên săn nô lệ tìm đến, ập vào nhà định bắt Sethe và những đứa con của chị trở lại kiếp nô lệ. Trong cơn hoảng loạn, không muốn con mình phải chịu khốn khổ, Sethe đã giết Beloved và làm ba đứa còn lại bị thương. Baby Suggs đã về kịp để để cứu chúng. Sethe bị bắt vào tù vì tội giết con, Denver còn nhỏ nên cũng theo mẹ vào tù.
	Sau khi ra tù, Sethe trở về sống với Baby Suggs nhưng không còn được như xưa vì ngôi nhà số 124 nay chứa đầy nọc đọc long hận thù của đứa con bị giết- Beloved. Sethe bị mọi người xa lánh vì giết con, không chịu nổi sự dè bỉu này hai đứa con trai của chị là Howard và Buglar bỏ đi còn Denver thì mất đi thính giác trong một thời gian dài. Baby Suggs sau những tháng ngày mòn mỏi chờ đợi con, chau trở về đã qua đời.
	Mười tám năm sau ngày bỏ trốn, Paul D đột ngột xuất hiện tại căn nhà 124 mang lại một bầu sinh khí mới. Sethe cảm thấy yêu đời hôn, Denver tuy ban đầu cảm thấy khó chịu và gã người lạ này nhưng dần cũng cảm thấy quen thuộc với ông. Duy chỉ có một người khó chịu, ấy là hồn ma Beloved. Hồn ma ngày càng quấy phá dữ dội đến mức Paul D phải trấn yểm và đánh đuổi nó đi. Paul D cố gắng hồi sinh gia đình này, giúp họ quên đi quá khứ và hòa nhập với đời sống hiện tại bằng cách làm cho họ ra khỏi nhà lần đầu tiên để đến lễ hội.
	Trở về từ vũ hội hóa trang, Paul D, Sethe và Denver nhìn thấy một cô gái mệt mỏi ngồi bệt trước cửa nhà. Cô tự xưng là Beloved nay đã trở về và muốn được yêu thương trong gia đình này. Càng ngày Sethe và Denver càng yêu quý và không muốn xa rời cô bé, duy có Paul D cảm thấy sự việc này có điều gì rất kỳ lạ. Paul D luôn cảm thấy có một sức mạnh siêu nhiên đẩy anh ra khỏi gia đình này, sự việc càng rõ hơn trong một đêm ngủ trong nhà kho Pauld cảm nhận rõ Beloved đang gieo rắt những hoài niệm đau đớn và phù chú anh ngủ với cô. Thay vì nói với Sethe chuyện này, Paul D ngỏ ý muốn xây dựng gia đình với cô; những người bạn biết chuyện đã can ngăn anh bằng cách kể lại nguyên nhân cộng đồng xa lánh Sethe. Sau một trận tranh cãi về hành vi giết con của Sethe, Paul D bỏ đi.
	Sethe ngày càng thương yêu và chăm sóc cho Beloved như một sự bù đắp, đến nỗi cô hy sinh cả công việc và sức khỏe của mình. Beloved ngày càng đòi hỏi và thường xuyên tự cho phép mình phẫn nộ khi không được đáp ứng dẫn đến tình trạng suy kiệt của Sethe. Denver lo lắng nhờ mọi người ở Blue Stone giúp đỡ. Những người phụ nữ đã hợp sức cầu kinh và đuổi hồn ma ra khỏi ngôi nhà, đứa bé gái cũng biến mất. Sau khi hiểu được Sethe, Paul D đã trở về và cùng cô xây dựng cuộc sống mới.